# 망토개코원숭이

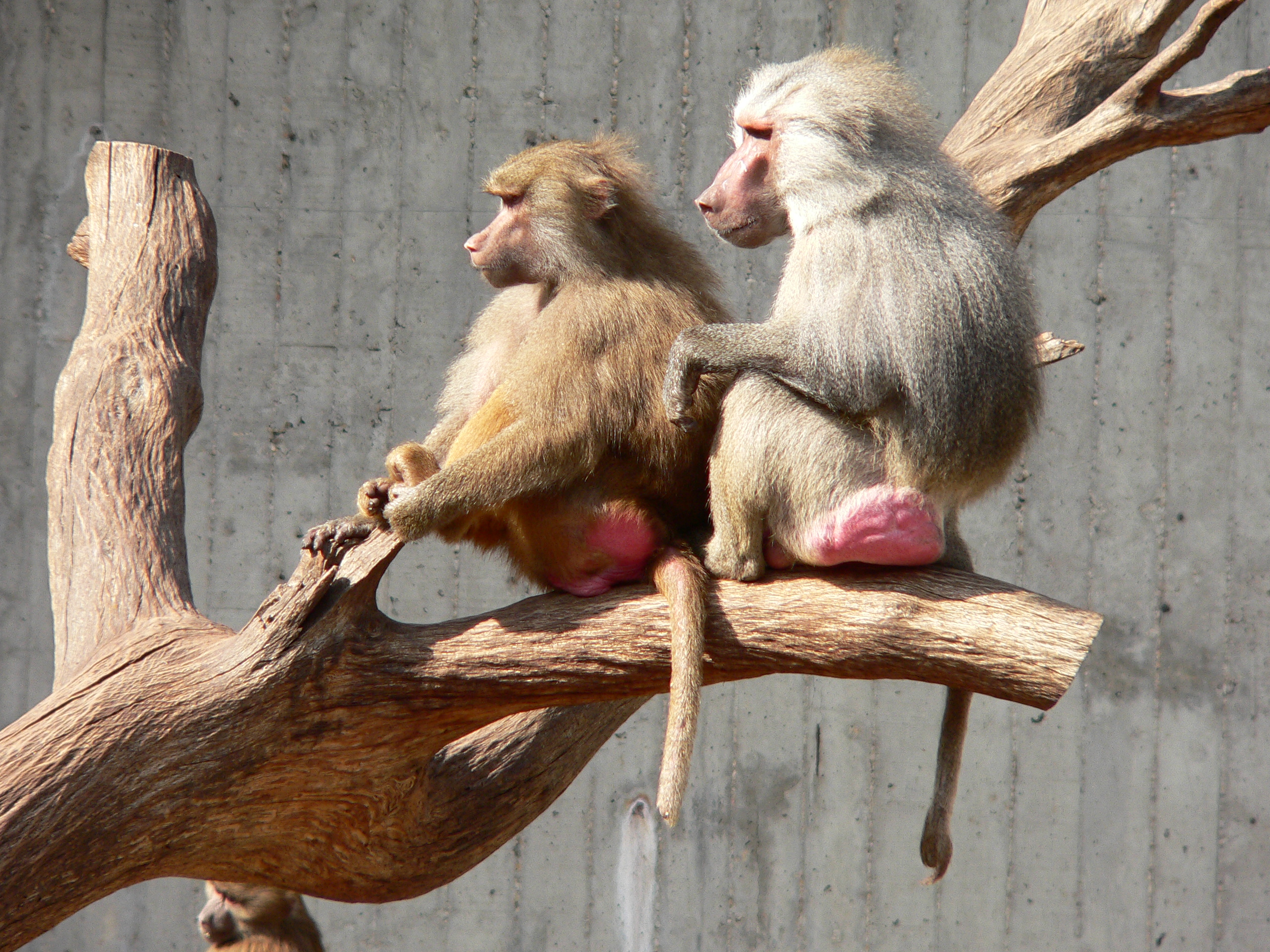
수컷과 암컷

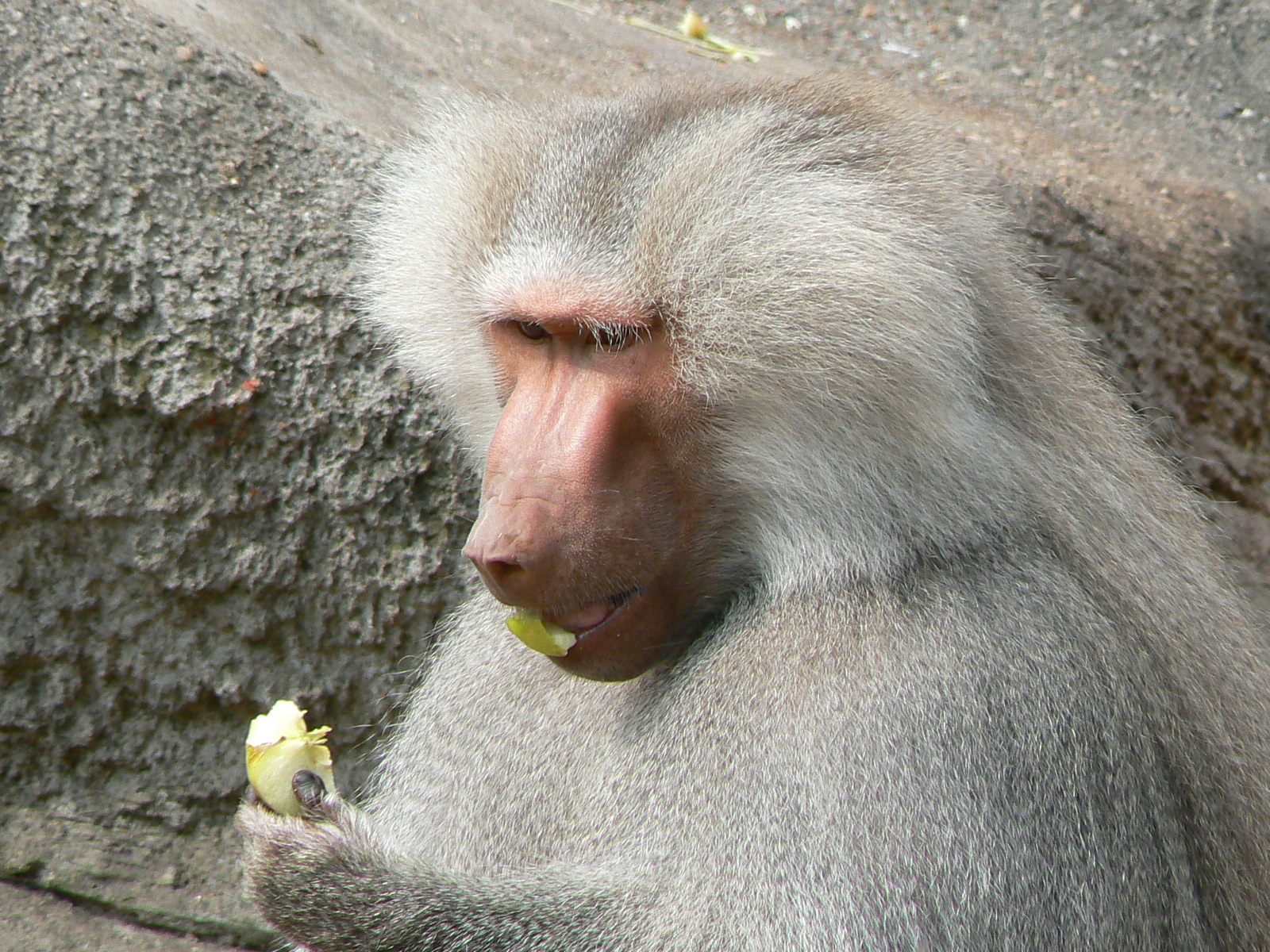
사과를 먹고 있는 망토개코원숭이

망토개코원숭이 또는 망토원숭이(학명: Papio hamadryas)는 구세계원숭이에 속하는 개코원숭이의 일종이다. 에티오피아, 수단, 이집트 등의 북아프리카 등지와 아라비아 반도의 개활삼림, 사바나, 고원, 황량한 바위산 등에 서식한다. 개코원숭이 중 유일하게 중동에도 분포한다.
수컷의 은빛의 긴 갈기 때문에 망토개코원숭이라는 이름이 붙여졌다. 중대형의 몸집을 가졌으며 몸길이는 70cm 안팎이고 갈기 색은 은색, 몸 색은 회색이며 수컷이 더 크다. 둔부의 굳은살은 날카로운 바위에도 앉을 수 있도록 매우 발달되어 있다. 낮에 주로 활동하는 주행성 영장류이다. 식물질 외에도 도마뱀, 곤충을 먹기도 한다.
무리를 지어서 생활하는데, 기본적인 단위는 가족이며 대체적으로 그 규모가 100마리가 족히 된다. 수컷 한 마리당 암컷은 약 5마리 정도이다. 사회의 구조는 가부장적이어서 수컷이 가족의 독재적인 주체가 되며, 암컷은 수컷의 털을 손질해 주는 것이 대부분의 일과이다. 신체 구조상 바위산에서 살기에 적합한 체형이라서 나무를 잘 타지 못한다. 이집트에서는 형상이 조각상으로 제작되기도 한다. 성질이 매우 사나워서 표범과도 대적할 정도고 자칼만한크기의 작은맹수를 쫓을수도 있다. 건조한 환경에 살기 때문에 물을 찾아 행진하기도 한다.